# IPP Trophy 1988
L'IPP Trophy 1988 è stato un torneo di tennis facente parte della categoria ATP Challenger Series nell'ambito dell'ATP Challenger Series 1988. Il torneo si è giocato a Ginevra in Svizzera dal 1 al 7 agosto 1988 su campi in terra rossa.

## Vincitori

### Singolare
Gustavo Giussani ha battuto in finale  Simone Colombo con il punteggio di 6–4, 2–6, 6–3

### Doppio
Nevio Devide /  Stefano Mezzadri hanno battuto in finale  Mihnea-Ion Nastase /  Srinivasan Vasudevan con il punteggio di 7–6, 4–6, 6–4